# St Paul’s Church (Glenrothes)

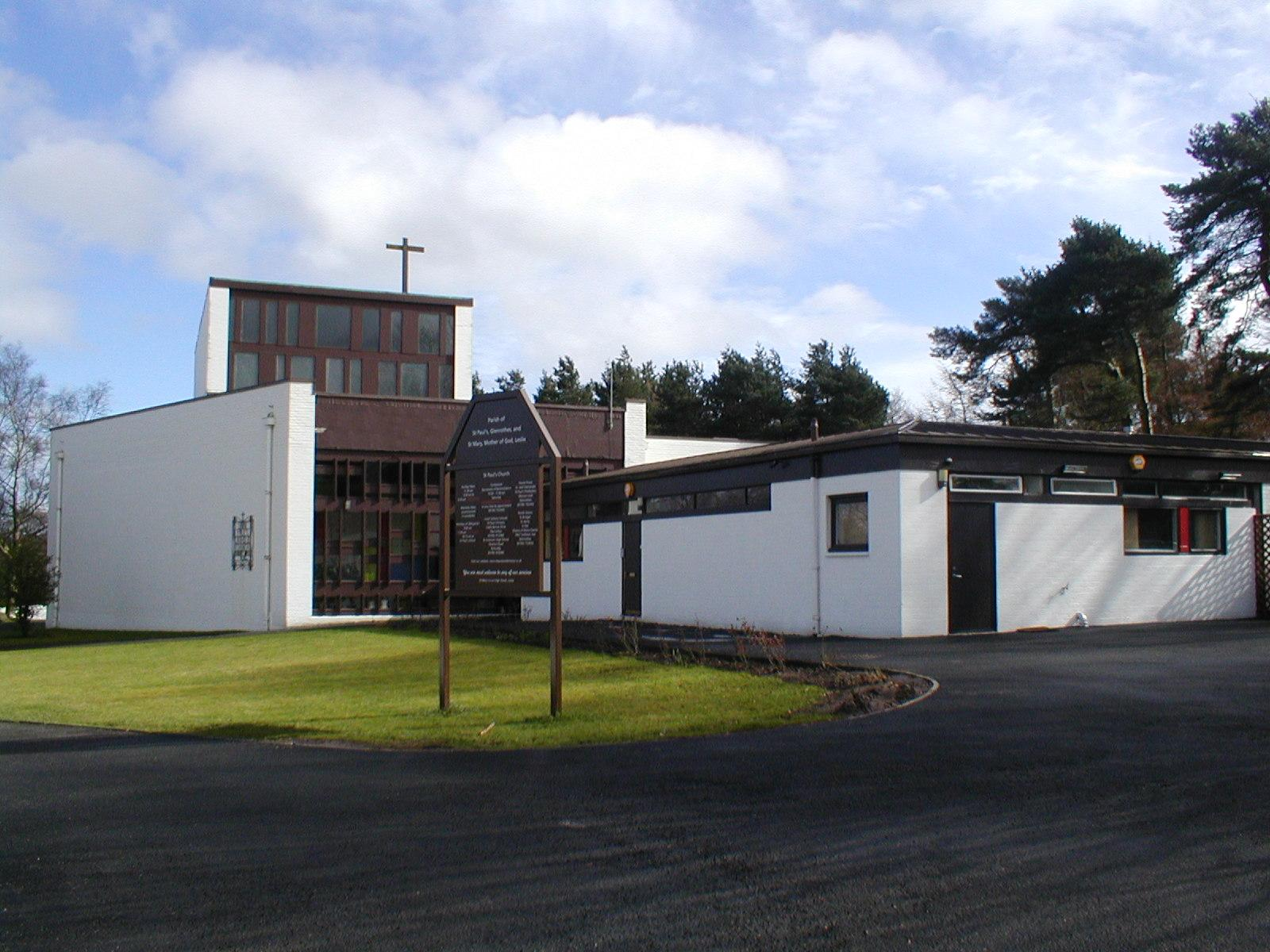
St Paul’s Church

Die St Paul’s Church ist ein römisch-katholisches Kirchengebäude in der schottischen Stadt Glenrothes in der Council Area Fife. 1987 wurde das Bauwerk als Einzeldenkmal in die schottischen Denkmallisten zunächst in der Kategorie B aufgenommen. Die Hochstufung die höchste Denkmalkategorie A erfolgte 2009.

## Geschichte
Im Jahre 1948 wurde Glenrothes als eine der neuen Planstädte in Schottland ausgewiesen. In den Planungen waren auch finanzielle Mittel für Kirchenneubauten fixiert worden. Da für Glenrothes ein Zuzug aus dem schottischen Westen, wo ein höherer Anteil katholischer Einwohner zu verzeichnen ist, prognostiziert worden war, waren auch katholische Kirchengebäude vorgesehen. Infolgedessen entstand die St Paul’s Church. Reginald Fairlies Entwurf lehnten die Verantwortlichen des Erzbistums St Andrews und Edinburgh ab. Stattdessen entschied man sich für einen Entwurf des Architekturbüros Gillespie, Kidd & Coia, das zahlreiche katholische Kirchenbauten insbesondere im Südwesten geplant hatte. Am 30. Juni 1958 wurde die St Paul’s Church eröffnet. Die Gesamtkosten betrugen 20.000 £ und lagen damit auf der zuvor festgesetzten Obergrenze. Eine ursprünglich geplante Gemeindehalle wurde jedoch nie ausgeführt.

## Beschreibung
Die St Paul’s Church steht an der Einmündung der Warout Road in die Woodside Road im Ostteil von Glenrothes. Der Nachkriegsbau markiert eine Trendwende im schottischen Kirchenbau. Isi Metzstein, damals als junger Architekt bei Gillespie, Kidd & Coia in die Planung miteinbezogen, bezeichnete sie als erstes Kirchengebäude einer neuen Generation, das ein Umdenken in der Kirchenkonzeption in Schottland auslöste. Um eine größere Nähe zwischen Gemeinde und Altarraum herzustellen, weist sie keinen länglichen Grundriss auf, sondern den eines stumpfen Kreissegments. Des Weiteren wird das Licht nicht über Seitenfenster, sondern über Lichteinlässe oberhalb des Altarraums in den Innenraum geführt.